# Нове-Гради
Нове-Гради (чеш. Nové Hrady) — город, расположенный в Новоградских горах на территории района Ческе-Будеёвице Южночешского края недалеко от чешско-австрийской границы. 

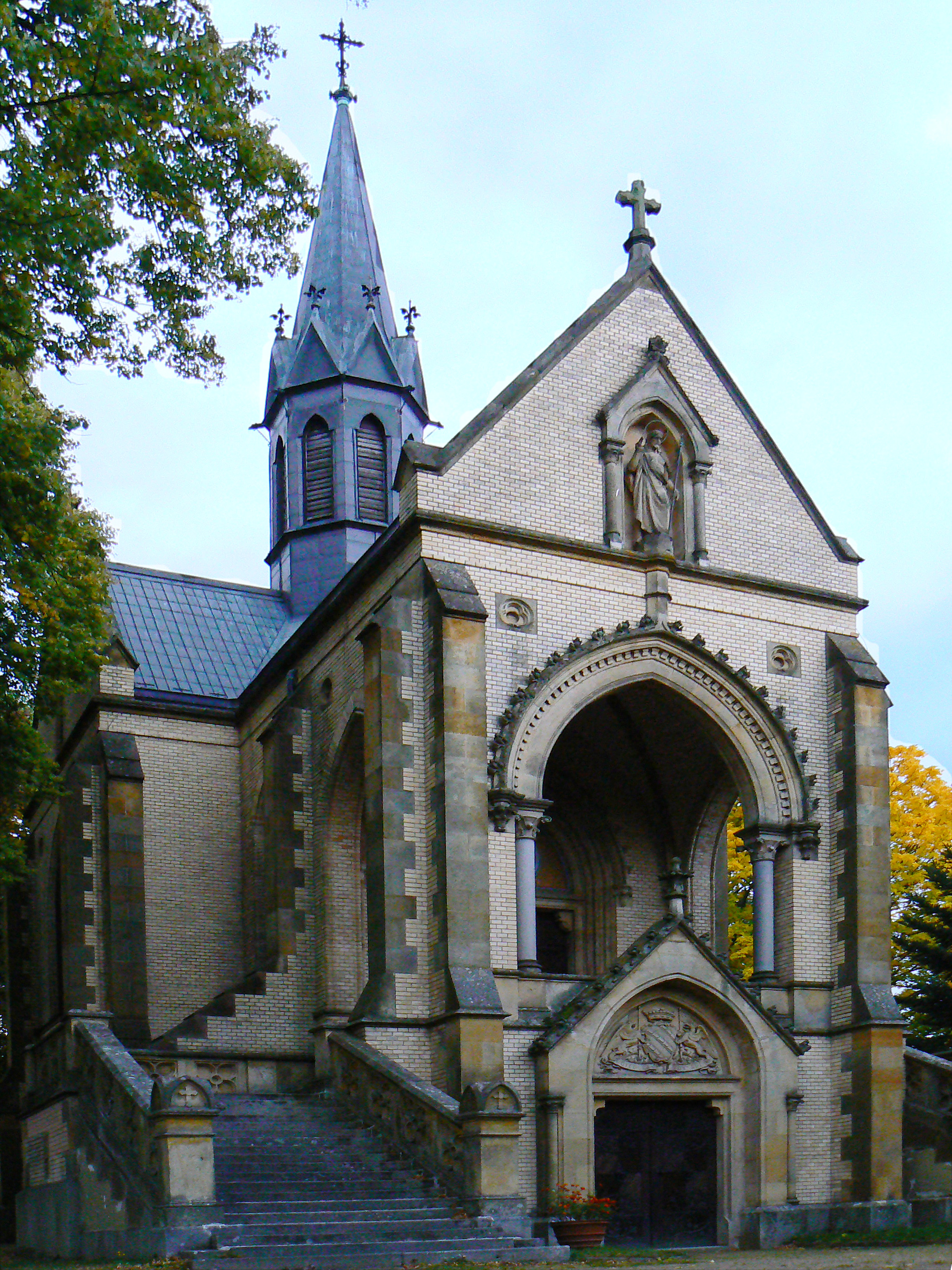
Усыпальница графов Бюкуа.

## История
Селение Нове-Гради возникло на месте славянского городища, вероятно, задолго до основания здесь в 1-й пол. XIII века одноимённого пограничного замка. Первое упоминание замке и селении Нове-Гради относится к 1279 году, когда они входили в состав владений Витковича Ойиржа из Ломнице.
В 1341 году король Ян Люксембургский передал Новоградское панство, в состав которого входило и селение Нове-Гради, в лен Вилему I из Ландштейна. В 1359 году сын Вилема I Витек из Ландштейна продал панство сыновьям Петра I из Рожмберка. При разделе рожмберкских владений между ними в 1374 году Новоградское панство досталось Ольдржиху I из Рожмберка.
В период гуситских войн в 1425 году город Нове-Гради был сожжен таборитами, воевавшими с Ольдржихом II из Рожмберка. В 1452 году Ольдржих передал управление родовыми вотчинами, в числе которых было и Новоградское панство, своему старшему сыну Йиндржиху IV. В 1467 году город был вновь захвачен и сожжен, на этот раз Зденеком из Штернберка, главой оппозиции королю Йиржи из Подебрад, пытавшимся таким способом привлечь Рожмберков на свою сторону. В 1491 году король Владислав II освободил Новоградское панство от вассальной зависимости.
После пресечения рода Рожмберков в 1611 году Новоградское панство унаследовали Швамберки. Поскольку Петр III из Швамберка примкнул к антигабсбургскому восстанию чешских сословий (1618—1620), город и замок вскоре были атакованы войсками короля Фердинанда II. Новоградское панство было конфисковано королём и в феврале 1620 года пожаловано фельдмаршалу Бюкуа вместе с замком Рожмберк и Либейовице за военные заслуги. В июне 1620 года Бюкуа сумел захватить замок и город.
Нове-Гради стал главным городом владений графов Бюкуа до 1945 года, здесь находились их резиденция и здесь же была возведена их фамильная усыпальница. Восточная часть города 31 июля 1920 года входила в состав Австрии, затем вошла в состав Чехословакии и была присоединена к городу.
После окончания Второй мировой войны владения графов Бюкуа были национализированы, а составлявшее большинство горожан немецкое население было интернировано.

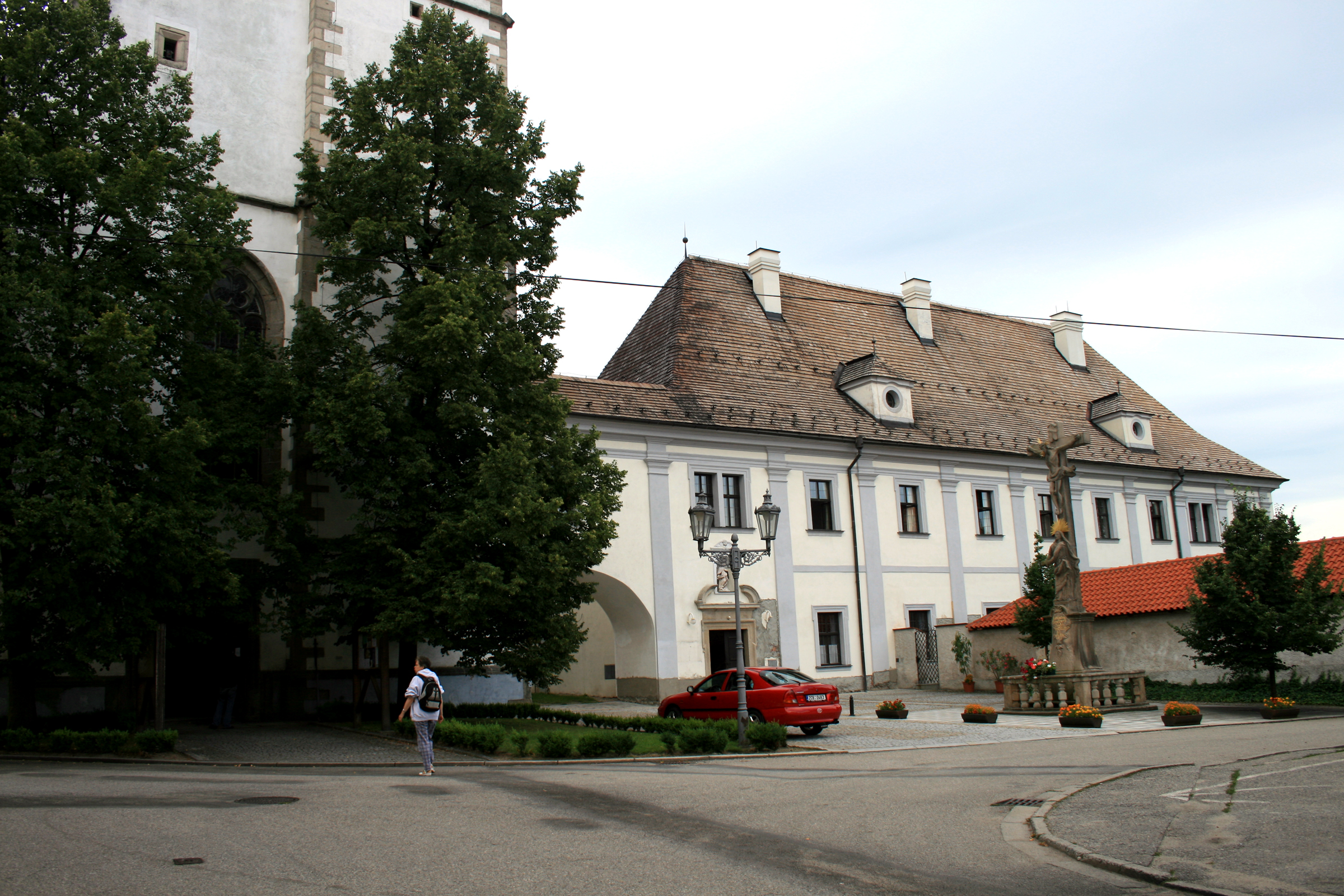
Новоградский монастырь сервитов рядом с костёлом Святых Петра и Павла.

## Достопримечательности города и округи
- Парк Терчино-Удоли (Терезино-Удоли)
- Национальный природный заповедник Червене-Блато
- Национальный природный заповедник Гойна-Вода
- Памятник природы Пршесличковый пруд
- Средневековая крепость Цукнштейн
- Замок Нове-Гради
- Костёл Святых Петра и Павла
- Сервитский Монастырь Божьего Милосердия Семьи Девы Марии
- Резиденция графов Бюкуа на главной площади
- Усыпальница графов Бюкуа

## Части города
- Бинёв
- Наколице
- Нове-Гради
- Обора
- Штиптонь
- Удоли
- Вевержи
- Вишне

## Население
| Год  | Численность | Численность |
| ---- | ----------- | ----------- |
| 1869 | 4566        | [ 7 ]       |
| 1880 | 4900        | [ 7 ]       |
| 1890 | 4999        | [ 7 ]       |
| 1900 | 4997        | [ 7 ]       |
| 1910 | 4642        | [ 7 ]       |
| 1921 | 4375        | [ 7 ]       |
| 1930 | 4086        | [ 7 ]       |
| 1950 | 2221        | [ 7 ]       |
| 1961 | 2452        | [ 7 ]       |
| 1970 | 2373        | [ 7 ]       |
| 1980 | 2470        | [ 7 ]       |
| 1991 | 2622        | [ 7 ]       |
| 2001 | 2602        | [ 7 ]       |
| 2011 | 2513        | [ 7 ]       |
| 2014 | 2587        | [ 8 ]       |
| 2016 | 2551        | [ 9 ]       |
| 2017 | 2527        | [ 10 ]      |
| 2018 | 2524        | [ 11 ]      |
| 2019 | 2524        | [ 12 ]      |
| 2020 | 2531        | [ 13 ]      |
| 2021 | 2512        | [ 14 ]      |
| 2022 | 2499        | [ 15 ]      |
| 2023 | 2542        | [ 16 ]      |
| 2024 | 2506        | [ 4 ]       |